# Калуга (аэропорт)
Международный аэропорт Калуга (Гра́бцево) имени К. Э. Циолковского — международный гражданский аэропорт федерального значения в городе Калуге.

Открыт в 1970 году как гражданский аэропорт, к 2001 году перестал эксплуатироваться и был закрыт. Открыт после реконструкции в 2015 году. Использовался также и как спортивный аэродром Калужским авиационным лётно-техническим училищем РОСТО. Вблизи аэропорта базируется отряд вертолётов Ка-26 «Газпромавиа».
Состоит из двух пассажирских терминалов: терминал A (внутренние рейсы) и терминал B (международные рейсы). Способен принимать самолёты: Airbus A319, Airbus A320 (не более 20 вылетов в сутки), ATR-42, Boeing 737-500/800, SAAB-2000, Sukhoi Superjet 100, Challenger-604, Challenger-300, Falcon-2000EX, Falcon-50, Ан-24, Ан-148-100A, Ан-26, Ан-74 и все более лёгкие, а также вертолёты всех типов. Классификационное число взлётно-посадочной полосы (PCN) 42/F/D/X/T. Пропускная способность аэровокзала — до 100 человек в час.
В 2018 и 2019 годах международный аэропорт Калуги стал обладателем премии «Калужский бренд» в номинации «Сфера услуг и торговли».
8 июня 2021 года аэропорт Калуга, впервые в своей истории, за одни сутки обслужил 18 пассажирских коммерческих рейсов. Полёты выполнялись по десяти направлениям, в том числе двум международным.
В настоящий момент маршрутная сеть аэропорта включает в себя 17 направлений: 12 внутрироссийских и 5 международных. 29 сентября 2021 года открыто новое направление — прямой рейс в Египет (Шарм-эль-Шейх).
С 4 ноября 2021 года налажено регулярное авиасообщение с Минском.
В конце сентября 2021 года в зале вылета международного терминала открылся магазин беспошлинной торговли «Duty Free» площадью 60 м².

## История

### Советский период
Аэропорт Грабцево был открыт в 1970 году. Официальное открытие аэровокзала состоялось 1 июня 1970 года, символическую ленточку перерезал первый секретарь Калужского обкома КПСС А. А. Кандрёнков.
Первый приземлившийся в этот день Ан-24 прибыл из Курска и, приняв на борт калужских пассажиров, вылетел в Ленинград. Аэропорт относился к классу В, был рассчитан на приём самолётов Ту-134, Ан-24, Як-40 и более лёгких, а также вертолётов всех типов.
Первые регулярные рейсы выполнялись на самолётах Як-40 в Симферополь и Ан-24 — в Сочи и Ленинград. 15 июля 1976 года аэропорт принял первый регулярный пассажирский рейс самолёта Ту-134 (Калуга-Сочи).
В 1970—1980-е годы в Грабцево базировались две эскадрильи самолётов Ан-2, выполнявших внутренние авиарейсы и сельхозработы по Калужской области.
По состоянию на лето 1991 года из аэропорта выполнялись следующие пассажирские регулярные авиарейсы «Аэрофлота»:
| рейс     | тип самолёта | направления                       | перевозчик              | примечание      |
| -------- | ------------ | --------------------------------- | ----------------------- | --------------- |
| Ф499/500 | Ан-24        | Калуга — Донецк — Геленджик       | УГА Центральных районов | 4 раза в неделю |
| Ф501/502 | Ан-24        | Калуга — Воронеж — Ростов-на-Дону | УГА Центральных районов | 3 раза в неделю |
| Ф503/504 | Ан-24        | Анапа — Харьков — Калуга          | УГА Центральных районов | 3 раза в неделю |
| Ф809/810 | Ан-24        | Тамбов — Калуга — Ленинград       | УГА Центральных районов | ежедневно       |
| П987/988 | Ан-24        | Саранск — Калуга — Минск          | Приволжское УГА         | 3 раза в неделю |
| Ф295/296 | Як-40        | Белгород — Калуга — Ленинград     | УГА Центральных районов | 2 раза в неделю |

- УГА — управление гражданской авиации.

### Реконструкция
В декабре 2008 года сообщалось, что калужский завод «Фольксваген» может вложить 400—500 млн рублей в реконструкцию аэропорта.
В октябре 2009 года было подписано распоряжение о передаче аэропорта из федеральной в региональную собственность, также было заявлено о планах по возобновлению его работы.
В 2012 году была закончена разработка проекта реконструкции аэропорта, проект был отправлен на государственную экспертизу.
1 ноября 2013 года китайская компания ООО «Петро — Хэхуа» была выбрана генеральным подрядчиком реконструкции. Контракт предусматривал выполнение работ по полной реконструкции взлетно-посадочной полосы, рулёжных дорожек и стоянок воздушных судов, а также водосточно-дренажной сети. В финансировании проекта использовалась схема государственно-частного партнерства.
Общая стоимость работ должна была составить 1,71 млрд руб, из которых 913 млн руб — средства федерального бюджета. Проектом предусмотрено, что аэропорт сможет принимать самолёты А-319, Боинг-737 и другие, с посадочной массой до 64 тонн.
Пропускная способность аэропорта запланирована на уровне 100 тысяч пассажиров в год.
К концу 2014 года основные работы по реконструкции были завершены, и 18 декабря, около 11:00, в международном аэропорту Калуга приземлился первый самолёт — Boeing-737-524. Технический рейс выполнила авиакомпания «ЮТэйр».
25 мая 2015 года был официально сдан в эксплуатацию. В мае 2015 года международный аэропорт Калуга был внесен в реестр гражданских аэродромов Российской Федерации.
В июне 2018 года был открыт терминал B для обслуживания всех международных рейсов.
25 октября 2021  было получено положительное заключение ФАУ «Главгосэкспертиза России» в отношении проектной-сметной документации и результатов инженерных изысканий по новой реконструкции аэропорта "Калуга". Проектом предусматривается реконструкция искусственной взлётно-посадочной полосы (ИВПП), рулежной дорожки (РД-А), системы светосигнального оборудования (ССО), метеорологического оборудования, объектов радиотехнического обеспечения полетов (РТОП), очистных сооружений дождевого стока. Работы планируется начать в 2022-2023 году.

### Эксплуатация
16 июня 2015 года международный аэропорт Калуга принял первый регулярный рейс ИГ-738. Он прилетел из Санкт-Петербурга по расписанию, в 8:40 утра. Рейс выполнялся самолётом Embraer ERJ 145 авиакомпании «Комиавиатранс» (VQ-BWP). В Санкт-Петербург ERJ 145 вылетел с десятью пассажирами в 9:40 по московскому времени.
20 июня 2015 года был выполнен первый рейс в Сочи. Рейс также выполнялся на самолёте Embraer ERJ 145 авиакомпании «Комиавиатранс».
16 июля 2015 года из аэропорта Калуга был выполнен первый рейс в Симферополь на самолёте SSJ-100 авиакомпании «Центр-Юг».
14 августа 2015 года в соответствии с распоряжением Правительства Российской Федерации № 1559-р аэропорт Калуга получил международный статус, с возможностью принимать и отправлять международные рейсы российских и зарубежных авиакомпаний. И уже менее чем через три недели, 4 сентября 2015 года, принял первый международный рейс из Брауншвейга (Германия). На самолёте Dassault Falcon 7х в город прибыла делегация членов совета директоров концерна Volkswagen.
В первые три месяца работы было обслужено более 5000 пассажиров.
3 января 2016 года совершён международный авиарейс в сербский город Ниш. Рейс выполнила российская авиакомпания Red Wings Airlines на Sukhoi Superjet 100.
9 мая 2017 года международный аэропорт Калуга принял первый борт нового маршрута «Санкт-Петербург — Калуга — Санкт-Петербург» организованного авиакомпанией S7 Airlines.
Вместе с пассажирами первого рейса Калугу посетил генеральный представитель S7 Airlines в Центральном регионе Александр Ларин. По его словам, полёты будут выполняться на самолётах Airbus A319 .
16 марта 2018 года международный аэропорт Калуга впервые за всю историю его существования принял самолёт Boeing 737-800.
- Аэровокзал (после 2018 — терминал А) до реконструкции (2007)
- Международный аэропорт Калуга. ВПП-13
- Sukhoi Superjet 100 в аэропорту Калуги
- Дмитрий Медведев и губернатор Анатолий Артамонов с чиновниками осматривают реконструированный терминал аэропорта Калуга (4 сентября 2015)
- Международный терминал (B) аэропорта Калуга

## Показатели деятельности
Данные из запроса в Викиданные.
| год             | 2015 | 2016  | 2017  | 2018  | 2019   | 2020  | 2021   |
| тыс. пассажиров | 8,9  | ▲19,2 | ▼18,1 | ▲50,8 | ▲119,7 | ▼95,7 | ▲245,2 |
| Источники:      |      |       |       |       |        |       |        |

## Авиакомпании и направления
Пассажирские регулярные рейсы
См. также: Расписание пассажирских авиарейсов на официальном сайте аэропорта → 

## Общественный транспорт

### Автобус № 4
Конечные остановки: Генерала Попова - Аэропорт "Калуга".
Маршрут следования: улица Генерала Попова - улица Кирова - площадь Победы - улица Жукова - улица Чапаева - улица Заводская - улица Моторная - Грабцевское шоссе - Взлётная улица.

## Внешние медиафайлы
- Международный аэропорт «Калуга», история создания, характеристики на YouTube